# Odiniidae
Odiniidae – rodzina owadów z rzędu muchówek i podrzędu krótkoczułkich. Obejmuje ponad 60 opisanych gatunków. Larwy są saprofagami lub drapieżnikami związanymi z zaatakowanymi przez inne owady i grzyby drzewami. Występują we wszystkich krainach zoogeograficznych z wyjątkiem australijskiej.

## Opis

Schemat użyłkowania skrzydła właściwy dla większości Odiniidae

Schemat użyłkowania skrzydła właściwy dla rodzaju Turadoninia i niektórych gatunków z rodzaju Odinia

Są to silnie owłosione muchówki o zwartej budowie ciała i długości od 2,5 do 6 mm. Owłosienie ma barwę srebrną po matowoszarą z brązowawymi znakami, rzadziej jest jednolicie brązowe.
Obie płcie są holoptyczne. Głowa jest wyższa niż dłuższa, o szerokim czole i brzegach oczu oddzielonych od pręgi czołowej płytkami skroniowymi. Chetotaksję głowy tworzą dobrze rozwinięte szczecinki ciemieniowe, odchylone od siebie zaciemieniowe (brak ich w rodzaju Shewellia), grube wibrysy, szczecinki perystomalne oraz rozmieszczone na płytkach ciemieniowych i sięgające przedniej krawędzi czoła szczecinki orbitalne. Płytki półksiężycowate są nagie. Głaszczki są duże i spłaszczone. Na grzbietowej stronie zaokrąglonego trzeciego członu czułków osadzony jest biczyk.
Na śródpleczu występuje 1 szczecinka środkowa grzbietu położona przed szwem oraz 4–5 szczecinek śródplecowych, z których jedna położona jest przed szwem. Odnóża są tęgiej budowy, często z nabrzmiałymi udami. W użyłkowaniu skrzydła żyłka kostalna sięga żyłki R4+5 lub medialnej, żyłka subkostalna jest niekompletna, a komórka kubitalna jest z tyłu otwarta. Zazwyczaj na skrzydłach występują przyciemnienia, które mogą tworzyć wzór na całej ich powierzchni. Odwłok jest krótki i szeroki, z pięcioma widocznymi segmentami. Samiec ma stosunkowo skomplikowany aparat kopulacyjny z krótkim prąciem i dwiema parami chwytnych haków.

## Ekologia i występowanie
Owady dorosłe spotyka się wśród drzew, zwłaszcza zaatakowanych przez inne owady, zagrzybiałych oraz wydzielających soki. Niektóre imagines żerują na grzybach nadrzewnych. Znacznie liczebniejsze są w koronach niż w piętrze podszytu. Larwy są saprofagiczne lub drapieżne. U większości gatunków przechodzą rozwój w chodnikach saproksylofagów np. motyli z rodziny trociniarkowatych czy chrząszczy z rodzin czarnuchowatych, kózkowatych, bogatkowatych lub z podrodziny kornikowatych. Znane są też gatunki, których larwy rozwijają się w galasach motyli lub złożach jaj czerwca Pseudococcus comstocki.
Przedstawiciele rodziny zamieszkują wszystkie krainy zoogeograficzne, z wyjątkiem australijskiej. W Polsce do 2001 stwierdzono 6 gatunków (zobacz: Odiniidae Polski)

## Systematyka
Współczesne badania potwierdzają monofiletyzm Odiniidae oraz wskazują, że zajmują one bazalną pozycję w obrębie Agromyzoinea, do których należą jeszcze miniarkowate i Fergusoninidae. Do 2011 roku opisano 65 gatunków z tej rodziny. Grupuje się je w 2 podrodzinach i 15 rodzajach:
- podrodzina: Odiniinae Hendel, 1920
  - Afrodinia Cogan, 1975
  - Neoalticomerus Hendel, 1903
  - Odinia Robineau-Desvoidy, 1830
  - †Protodinia Hennig, 1965
  - Turanodinia Stackelberg, 1944
- podrodzina: Traginopinae Hennig, 1965
  - Coganodinia Gaimari et Mathis, 2011
  - Helgreelia Gaimari, 2007
  - Lopesiodinia Prado, 1973
  - Neoschildomyia Gaimari, 2007
  - Neotraginops Prado, 1973
  - Paratraginops Hendel, 1917
  - Pradomyia Gaimari, 2007
  - Schildomyia Malloch, 1926
  - Shewellia Hennig, 1969
  - Traginops Coquillett, 1900